# Independència de Veneçuela
La independència de Veneçuela va ser el procés emancipador desenvolupat entre 1810 i 1821 per trencar els llaços colonials que hi havia entre Veneçuela i l'Imperi Espanyol. Aquest procés es va unir al que també s'estava duent a terme en altres països d'Amèrica, que finalment van assolir també la seva independència. Entre els factors més influents se sol destacar el desig de poder dels grups criolls que tenien l'estatus social i econòmic però no polític, la introducció de les idees de l'enciclopèdia, la Il·lustració i la declaració d'Independència dels Estats Units, la Revolució Francesa i el regnat de Josep I Bonaparte.

## Antecedents
Al llarg de 1808, les pressions de Napoleó van desencadenar una sèrie d'esdeveniments que van empitjorar encara més la ja compromesa situació espanyola, el rei Carles IV d'Espanya va abdicar el tron a favor del seu fill Ferran el 19 març 1808 després dels successos del Motí d'Aranjuez, i més tard, el 5 maig 1808 es va acabar de consumar el desastre per a Espanya quan Carles IV i el seu fill van ser obligats a cedir el tron a Napoleó a Baiona per designar al seu germà, Josep, com a nou Rei d'Espanya. Aquests fets van provocar una gran reacció popular a Espanya que va desencadenar el que avui es coneix com la guerra de la Independència Espanyola o guerra del Francès i tant a Amèrica com a Espanya, es van formar juntes regionals que van fomentar la lluita contra els invasors francesos per restablir en el tron al monarca legítim.
No obstant això, en les juntes americanes només es parlava amb entusiasme de la Junta popular de Cadis i moltes d'elles eren vistes amb recel per les autoritats espanyoles, que les suposaven sospitoses de ser favorables als francesos i que no s'havien oblidat d'accions com la d'Antonio Nariño a Bogotà, que havia publicat una obra sobre els drets de l'home, el moviment de Joan Picornell, la Conspiració de Manuel Gual i José María España, o de les fracassades expedicions militars de Francisco de Miranda a Veneçuela. Però també consideraven que aquestes juntes tenien dret d'imitar als seus anàlogues de la Península, ja que els dominis espanyols eren considerats una part essencial i integrant d'Espanya els territoris no eren considerats com a simples colònies pròpiament.
Amb el temps es van anar formant dos bàndols ben diferenciats com a resultat dels debats polítics i la inestabilitat internacional: el dels reialistes, que volien continuar sota la dependència directa del monarca espanyol, liderat per Juan de Casas, i el dels patriotes, partidaris de constituir una junta de govern amb una autonomia plena similar a la de les juntes provincials a Espanya, però sense mantenir més llaços amb la metròpoli diferents a un reconeixement formal de Ferran VII com a sobirà, volent imitar així l'exemple del Brasil regit des de Bragança, amb autonomia de Portugal.
A mitjans de l'any 1807, després d'uns anys de ser fora, Simón Bolívar va tornar a Caracas. El que es va trobar era una ciutat immersa en un ambient de gran agitació social i política que era governada per personatges interins sota la supervisió d'un regent reial visitador, Joaquín de Mosquera y Figueroa, vist amb mals ulls pel col·lectiu de la ciutat. Aquest era un ambient poc propici per afrontar situacions de crisi i va ser una circumstància que va ajudar a precipitar els esdeveniments independentistes.
Simón Bolívar havia tornat a Caracas absolutament convençut de la imperiosa necessitat da la independència i va tractar de convèncer els seus parents i amics que aquesta era la millor opció però, llevat l'excepció del seu germà Juan Vicente, no va poder fer-ho fàcilment a causa que les notícies d'Europa arribaven molt tard i amb pocs detalls, de manera que el públic s'assabentava de les esdeveniments només d'una forma general i inexacta i això limitava la seva capacitat per a avaluar la situació. Però les coses van canviar sobtadament en pocs dies, després d'una sèrie d'esdeveniments que van causar una commoció general a Caracas. A principis de juliol de 1808, el governador encarregat de Caracas, Juan de Casas, va rebre dos exemplars del diari londinenc The Times que el Governador de l'illa de Trinitat va remetre abans al de Cumaná i que relataven la notícia de l'abdicació del tron d'Espanya en favor de Napoleó.
Les autoritats van tractar de mantenir la notícia en secret per evitar l'alarma social però l'arribada del bergantí francès Le Serpent al port de La Guaira el 15 juliol 1808 amb diversos comissionats enviats per Napoleó per confirmar la notícia van fer fracassar el pla. Un oficial francès es va presentar davant el governador Casas amb documentació oficial confirmant les males notícies aparegudes a The Times, i mentre a la Governació deliberaven sobre la situació, la població va començar a alarmar per l'aparatosa arribada dels francesos, divulgant profusament la notícia de la desaparició de la monarquia tradicional en diaris i altres publicacions.
La reacció popular va ser de malestar i indignació i la situació va empitjorar quan un capità de fragata anglès anomenat Beaver desembarqués poc després del Alcasta a La Guaira, després de perseguir el Le Serpent sense poder-lo capturar, per informar al Governador Casas i a la població que la lluita en Espanya per rebutjar els francesos continuava i que Napoleó no tenia la situació dominada.
Llavors va sorgir un procés polític estrany entre el governador, L'Audiència i el Cabildo que va acabar de soscavar l'ordre colonial vigent i això va fer que la commoció en la societat Caracas es va orientar en dues direccions: una representada per Simón Bolívar que volia proclamar la independència, i una altra representada per altres criolls que volien mantenir la fidelitat a Ferran VII.
Així, l'11 de gener de 1809 van arribar a Caracas uns despatxos oficials que anunciaven la creació de la Junta Central d'Espanya i Índies que va acabar instal·lant-se a Sevilla l'abril de 1809 i poc després, el 14 de gener de 1809 va arribar a Veneçuela el mariscal de camp Vicente emparada en qualitat de capità general de Veneçuela i Governador de Caracas. La seva arribada va donar una nova perspectiva a la situació política i que van començar a circular rumors que el relacionaven com a partidari dels francesos, pel que va ser acusat de voler confondre a la població.
En el panorama d'incertesa regnant, el 19 d'abril de 1810 els membres del Cabildo de Caracas van decidir constituir una Junta Conservadora dels Drets de Ferran VII en un acte que acaba amb la signatura de l'Acta d'Independència i constitució de la Primera República el 5 de juliol de 1811. Amb la revolta del 19 abril 1810 es va obligar el llavors capità general de Veneçuela, Vicente Emparan, a cedir els seus poders a aquesta Junta i que resultà en l'expulsió dels funcionaris espanyols dels seus llocs per a embarcar rumb a Espanya.
Poc després, després d'assabentar-se dels fets, la Regència va disposar el bloqueig de les costes de Veneçuela però ja era tard, des de llavors el procés independentista seria imparable, i l'exemple de Caracas va ser seguit per la resta de les juntes americanes, a través de les Guerres d'independència hispanoamericanes.